# Mer d'Islande
La mer d'Islande est une mer de l'océan Arctique situé au nord de l'Islande. Elle est limitée par la mer du Groenland au nord, la mer de Norvège à l'est sur une ligne Jan Mayen/îles Féroé. 
L'Organisation Hydrographique Internationale définit les limites de la mer d'Islande de la façon suivante :
- Au nord : une ligne joignant Kap Brewster (70° 09′ N, 22° 04′ O), sur la côte est du Groenland, en direction de Sørkapp (70° 50′ N, 9° 00′ O), l'extrémité sud de Jan Mayen.
- À l'est : une ligne joignant Sørkapp (Jan Mayen) vers le sud jusqu'à l'extrémité nord-est de Fuglöy (62° 21′ N, 6° 15′ O), dans les îles Féroé.
- Au sud : une ligne joignant l'extrémité nord-est de Fuglöy vers le nord-ouest à Stokksnes (64° 14′ N, 14° 58′ O), sur la côte orientale de l'Islande
- À l'ouest : De Stokksnes, en suivant les côtes est et nord-est de l'Islande, jusqu'à Bjargtangar (65° 30′ N, 24° 32′ O), l'extrémité ouest de l'Islande; de là, une ligne joignant Bjartangar, en direction nord-ouest, à Kap Edward Holm (67° 51′ N, 32° 11′ O), sur la côte sud-est du Groenland; et de là, de Kap Edward Holm, en direction nord-est, en suivant la côte est du Groenland, jusqu'à Kap Brewster